# Horkelia
Horkelia es un género de plantas perteneciente a la familia Rosaceae. Incluye algunas especies conocidas comúnmente como horkelias. Estas son plantas de flores estrechamente relacionadas con Potentilla que algunos consideran dentro del mismo género. Hay 19 especies que se encuentran en Norteamérica, especialmente en California. Horkelia fue nombrada en honor del científico alemán Johann Horkel.

## Especies seleccionadas
- Horkelia bolanderi
- Horkelia californica
- Horkelia clevelandii
- Horkelia congesta
- Horkelia cuneata
- Horkelia daucifolia
- Horkelia fusca
- Horkelia hendersonii
- Horkelia hispidula
- Horkelia marinensis
- Horkelia parryi
- Horkelia rydbergii
- Horkelia sericata
- Horkelia tenuiloba
- Horkelia tridentata
- Horkelia truncata
- Horkelia tularensis
- Horkelia wilderae
- Horkelia yadonii